# 平裕介
平 裕介（たいら ゆうすけ、7月16日 - ）は、日本の弁護士、行政法学者。東京弁護士会に所属している。

## 概要
東京都青梅市出身。2004年に中央大学法学部を卒業し、2006年に日本大学法科大学院を修了した。2008年に弁護士登録。行政法を専門としており、『宮本から君へ』の助成金不交付問題を担当した。性風俗産業のコロナ補助金不支給問題では、弁護団長として取り組んでいる。

## 思想
2022年、立憲民主党の議員である塩村文夏がAV新法にからみ、アダルトビデオの「許可制」に言及した際、違憲の可能性を指摘した。
大阪駅の萌え絵ポスターで商業広告が論争になった際、囚われの聴衆事件の判例を引用し、「見たくないものを見ない自由」よりも「表現の自由」の方が優越すると述べている。
2023年、埼玉県で行われていた水着撮影会に対する日本共産党の中止申し入れは、都市公園法を間違って解釈した違法の申し入れと考えられると指摘した。

## 出演

### ネット番組
- ポリタスTV（YouTube、2021年6月23日、2021年11月29日）